# Cantheschenia
Cantheschenia – rodzaj morskich ryb rozdymkokształtnych z rodziny jednorożkowatych.

## Klasyfikacja
Gatunki zaliczane do tego rodzaju:
- Cantheschenia grandisquamis
- Cantheschenia longipinnis